# Ernst Adalbert von Harrach

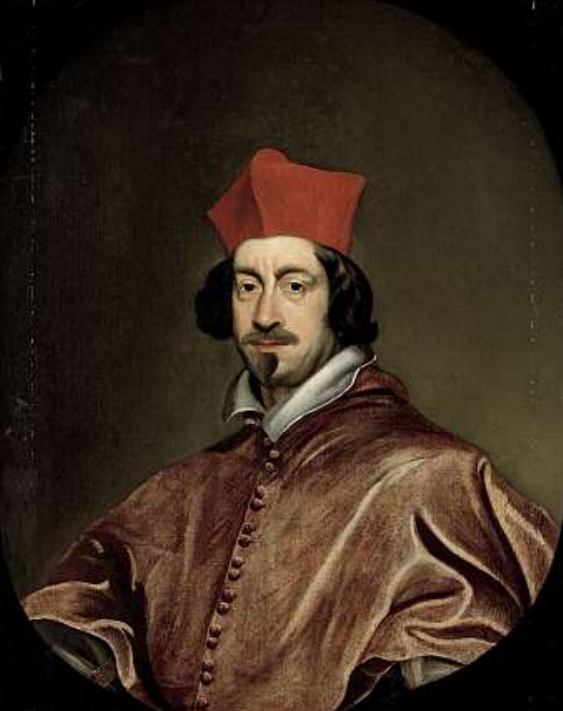
Kardinal Ernst Adalbert von Harrach (Gemälde von Frans Luycx, ca. 1635)

Ernst Adalbert von Harrach (tschechisch Arnošt Vojtěch z Harrachu) (* 4. November 1598 in Wien; † 25. Oktober 1667 ebenda) war ein österreichischer Adeliger, Großmeister der Kreuzherren mit dem Roten Stern, Erzbischof des Erzbistums Prag und Fürstbischof des Bistums Trient sowie Kardinal.

## Leben
Ernst Adalbert von Harrach war der zweitgeborene Sohn des Freiherrn, seit 1627 Grafen Karl von Harrach und seiner Frau Maria Elisabeth, geborene Schrattenbach. Ferdinand Bonaventura I. von Harrach war sein Neffe.
Nach dem Abschluss des Theologiestudiums am Jesuitenkolleg in Königgrätz und am Pontificium Collegium Germanicum et Hungaricum de Urbe in Rom wurde er Domherr am Dom von Trient in Trient. Noch während des Studiums berief ihn der damalige Papst zum Kämmerer und später zu seinem Sekretär. Im Alter von siebenundzwanzig Jahren wurde er nach dem Tod des Prager Erzbischofs Jan Lohelius zu dessen Nachfolger ernannt und am 19. Januar 1626 von Papst Urban VIII. zum Kardinal erhoben. Erst 1632 erhielt er als Titelkirche Santa Maria degli Angeli, ab 1644 war seine Titelkirche Santa Prassede. 1634 wurden Wallenstein und sein Schwager Trčka ermordet, deren Gemahlinnen Schwestern des Kardinals Harrach waren.
1637 war er außerordentlicher Botschafter am Päpstlichen Hof. 1648 kam er während der Eroberung der Prager Kleinseite durch Schwedische Truppen in Gefangenschaft und wurde nach einiger Zeit ausgetauscht. Er galt als Wohltäter der Armen; als Erzbischof weihte er 600 Kirchen und 10.000 Priester, errichtete 1655 das Bistum Leitmeritz und 1660 das Bistum Königgrätz. Ernst Adalbert krönte drei Könige und zwei Königinnen von Böhmen und wurde 1665 Fürstbischof des Bistums Trient. Noch 1667 wurde Kardinal Harrach Kardinalpriester von San Lorenzo in Lucina. Er verfasste das lateinische Lehrgedicht: Symboleuticum.

## Bedeutung
Harrach war ein gebildeter, energischer, standhafter und betriebsamer Vertreter der Römisch-katholischen Kirche. Seine Auffassung zur Gegenreformation unterschied sich von der des Kaisers und seiner gläubigen Brüder. Er war gegen die Vertreibung der Nichtkatholiken und wollte den Protestantismus beseitigen, nicht aber die Protestanten. Die Protestanten wollte er umschulen und sie durch kulturelle und künstlerische Bildung zum katholischen Glauben zurückführen. Dadurch sollte auch die Zahl der Geistlichen erhöht und der Glaube weiter verbreitet werden.
Zu diesem Zweck gründete er 1631 in Prag das Erzbischöfliche Seminar für die Ausbildung von Priestern, 1655 das Bistum Leitmeritz und 1660 das Bistum Königgrätz und ließ zahlreiche Kirchen und Pfarrhäuser bauen. Um den Mangel an römisch-katholischen Priestern auszugleichen, berief er mehrere Orden aus Meißen nach Böhmen, darunter die Hyberner, Piaristen, Paulaner und die Barmherzigen Brüder.
Obwohl er bemüht war, das Problem der Ketzer friedlich zu lösen, musste er mehrmals die weltliche Macht beanspruchen und auch Gewalt mit Hilfe der Kaiserlichen Armee anwenden. Dadurch unterstützte auch er im Dreißigjährigen Krieg die gewaltsame Rekatholisierung in Böhmen.